# Harmęże

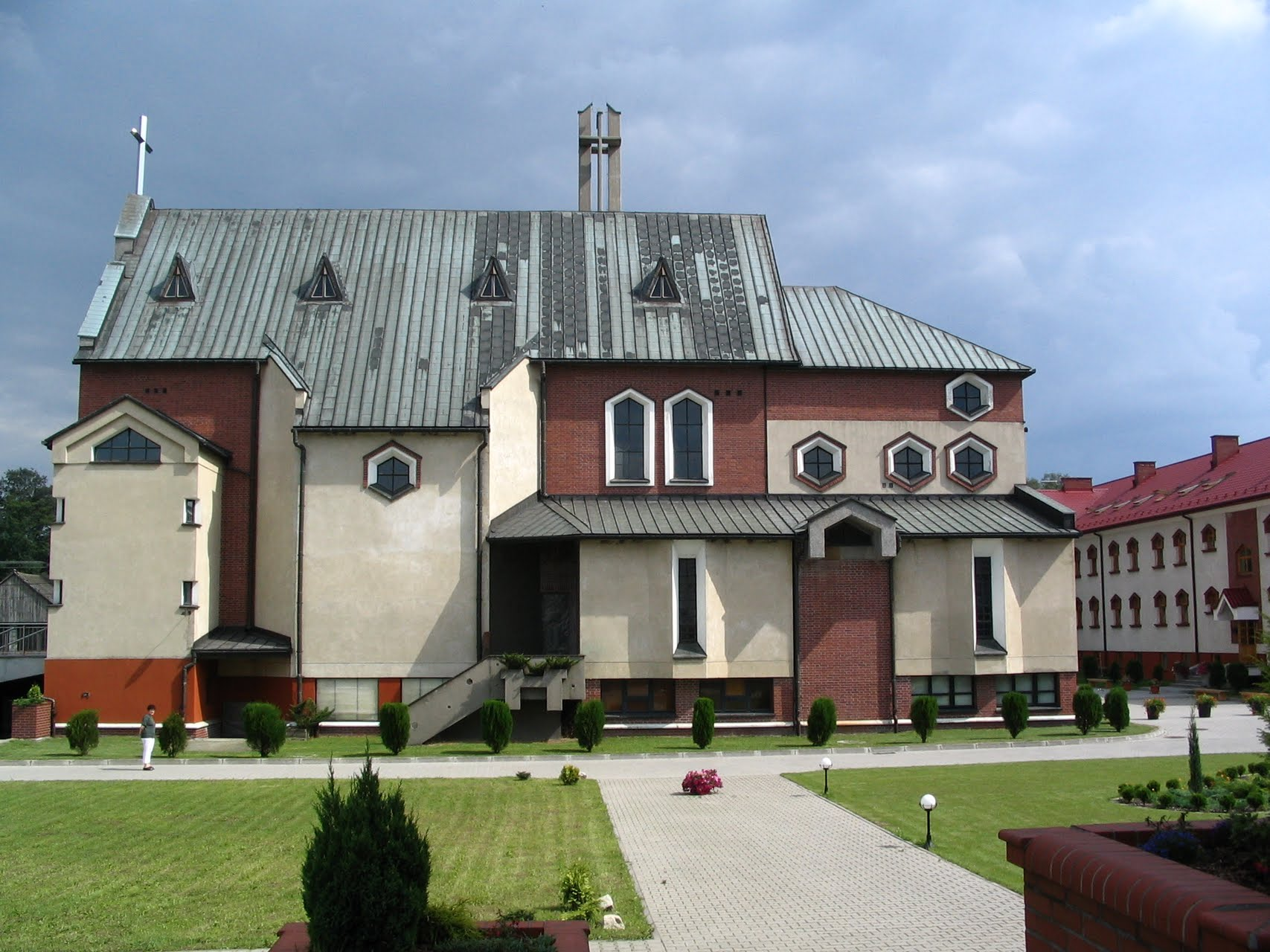
Katholische Kirche

Harmęże (deutsch Harmense) ist eine Ortschaft mit einem Schulzenamt der Landgemeinde Oświęcim im Powiat Oświęcimski der Woiwodschaft Kleinpolen.

## Geographie
Harmęże liegt im Auschwitzer Becken (Kotlina Oświęcimska) an der Weichsel.
Nachbarorte sind Pławy im Norden, Rajsko im Osten, die Stadt Brzeszcze im Süden, Wola im Westen.

## Geschichte
Der Ort wurde 1440 erstmals urkundlich erwähnt. Es wurde ursprünglich als Charmezy, Harmuzy, Charmus, Charmęzy erwähnt. Politisch gehörte es damals zum Herzogtum Auschwitz, unter der Lehnsherrschaft des Königreichs Böhmen. Im Jahre 1457 wurde es von Polen abgekauft und als Charmaszy erwähnt.
Bei der Ersten Teilung Polens kam Harmęże 1772 zum neuen Königreich Galizien und Lodomerien des habsburgischen Kaiserreichs (ab 1804).
1918, nach dem Ende des Ersten Weltkriegs und dem Zusammenbruch der k.u.k. Monarchie, kam Harmęże zu Polen. Unterbrochen wurde dies durch die Besetzung Polens durch die Wehrmacht im Zweiten Weltkrieg.  Das KZ-Außenlager Harmense bestand dort vom 8. Dezember 1941 bis zum 18. Januar 1945.
Von 1975 bis 1998 gehörte Harmęże zur Woiwodschaft Bielsko-Biała.